# Dniproroudne
Dniproroudne (en ukrainien : Дніпрорудне) ou Dnieproroudnoïe (en russe : Днепрорудное) est une ville de l'oblast de Zaporijjia, en Ukraine. Sa population s'élevait à 18 468 habitants en 2019.

## Géographie
Dniproroudne se trouve dans le raïon de Vassylivka, à 54 km au sud de Zaporijia, sur la rive gauche du réservoir de Kakhovka, à 2 km de Zlatopol.

## Histoire
Dniproroudne a été fondé comme bourg ouvrier en 1961 sous le nom Droujba (Amitié), renommé en Dnieprograd en 1963, puis Dnieproproudnoïe en 1964, pour la mise en exploitation des riches gisements de minerai de fer du district de Belozersky. Le premier minerai a été extrait le 26 août 1967. L'année suivante un monument commémoratif a été inauguré sur l'avenue des Enthousiastes (Prospekt Entouziastov). L'oblast de Zaporijia occupe la troisième place en Ukraine (après les oblasts de Dnipropetrovsk et de Poltava) pour les réserves prouvées de minerai de fer. Chaque année, les mines de Dniproroudne produisent plus de 4 millions de tonnes de minerai. Dniproroudne a le statut de ville depuis 1970.
La ville fut prise par la Russie en mars 2022 lors de son invasion de l'Ukraine.

## Population
Recensements (*) ou estimations de la population :
| 1970*  | 1979*  | 1989*  | 2001*  | 2010   | 2011   | 2012   |
| ------ | ------ | ------ | ------ | ------ | ------ | ------ |
| 12 068 | 16 997 | 22 773 | 21 054 | 19 749 | 19 720 | 19 617 |

| 2013   | 2014   | 2015   | 2016   | 2017   | 2018   | 2019   |
| ------ | ------ | ------ | ------ | ------ | ------ | ------ |
| 19 479 | 19 361 | 19 248 | 19 051 | 18 918 | 18 658 | 18 468 |

## Photographies

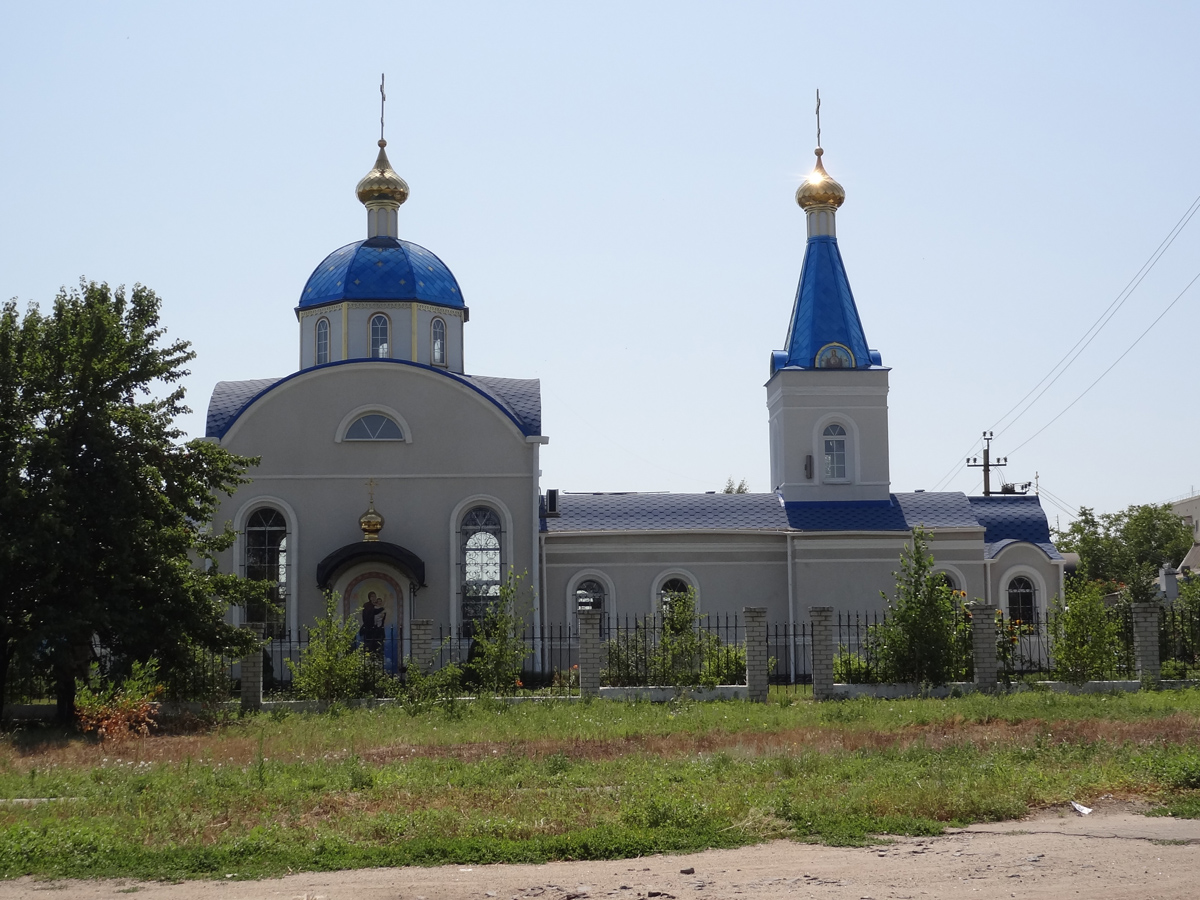
Vue de l'église de la Dormition.
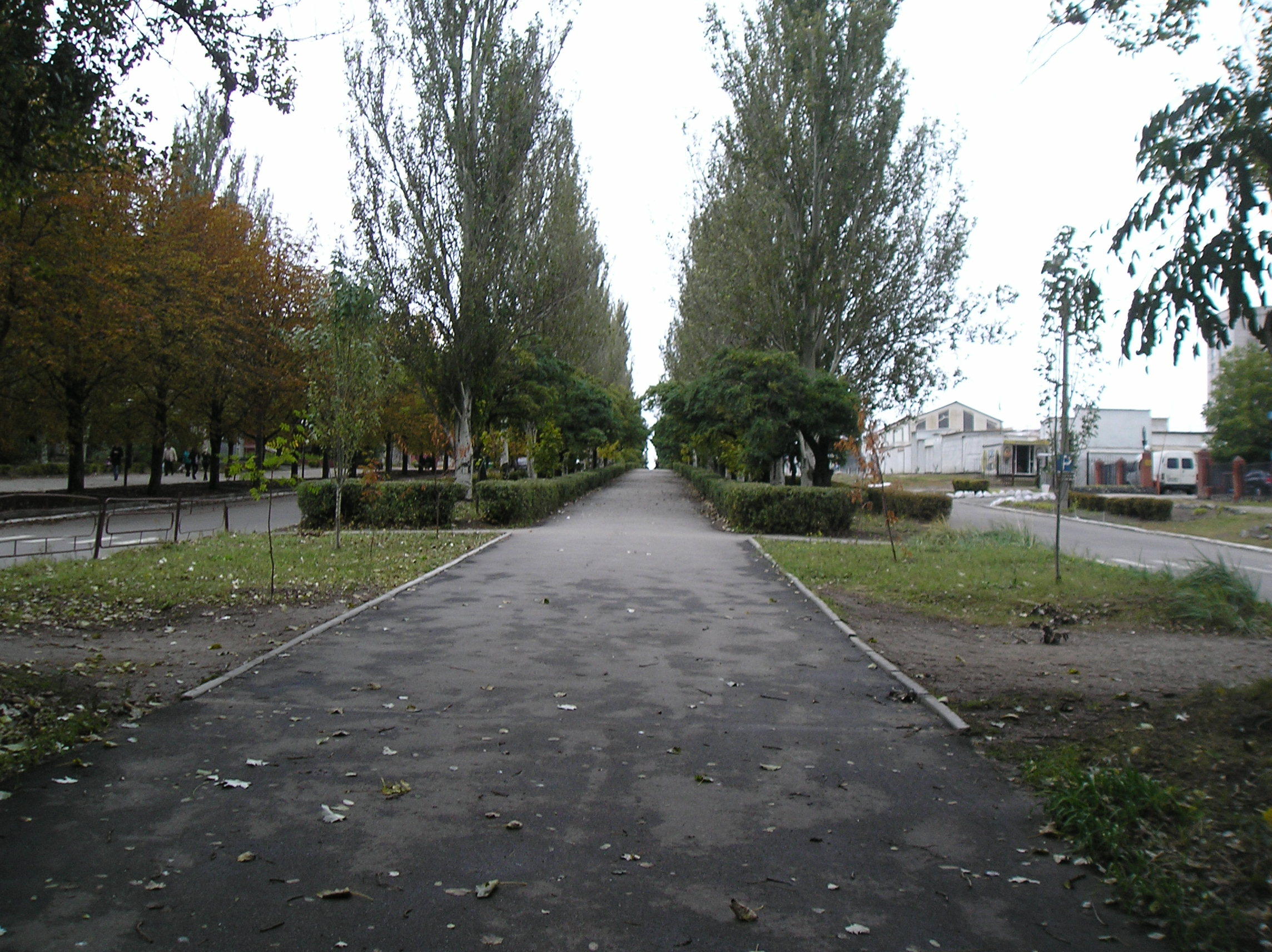
Allée centrale.
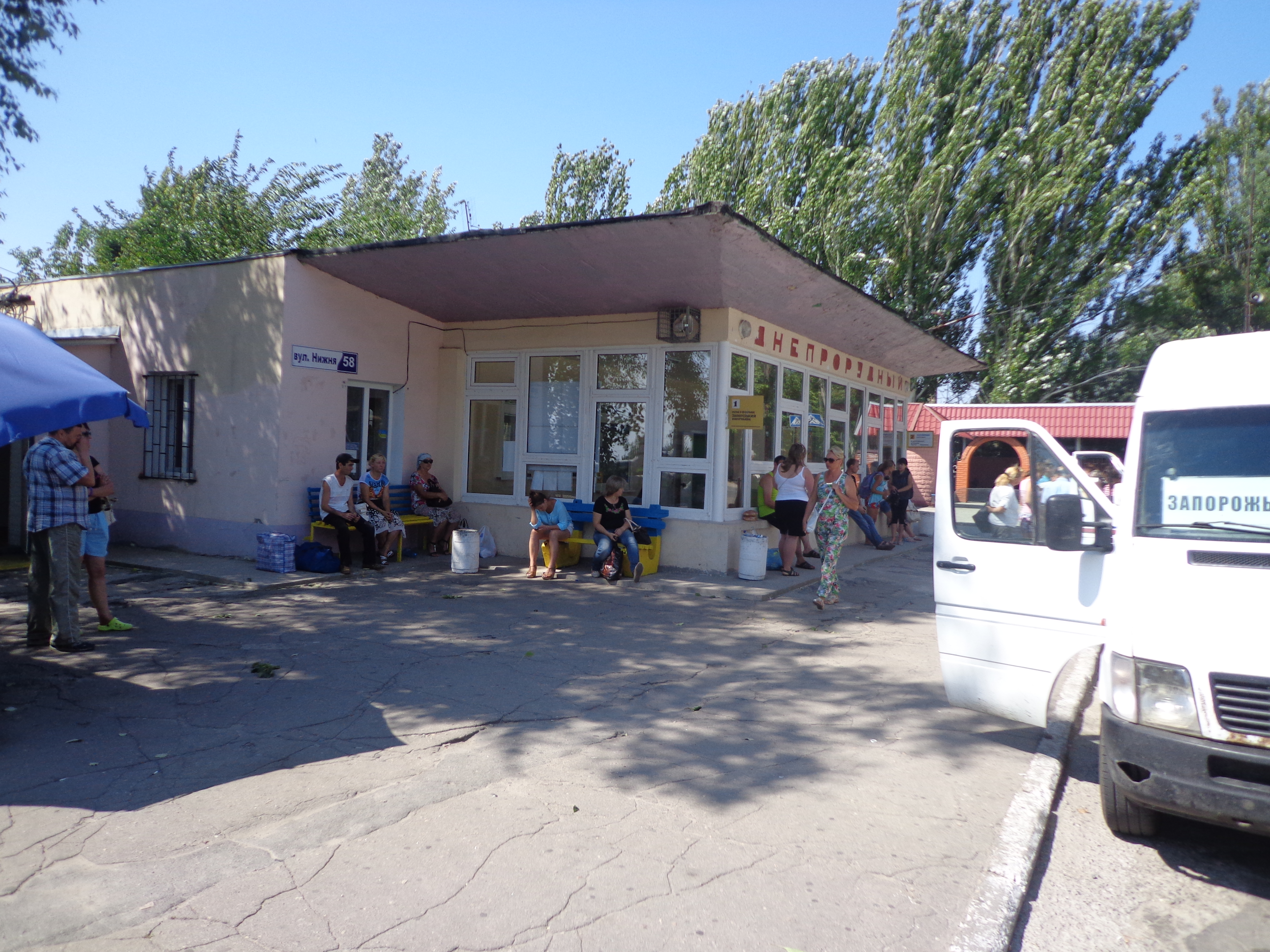
Gare routière.
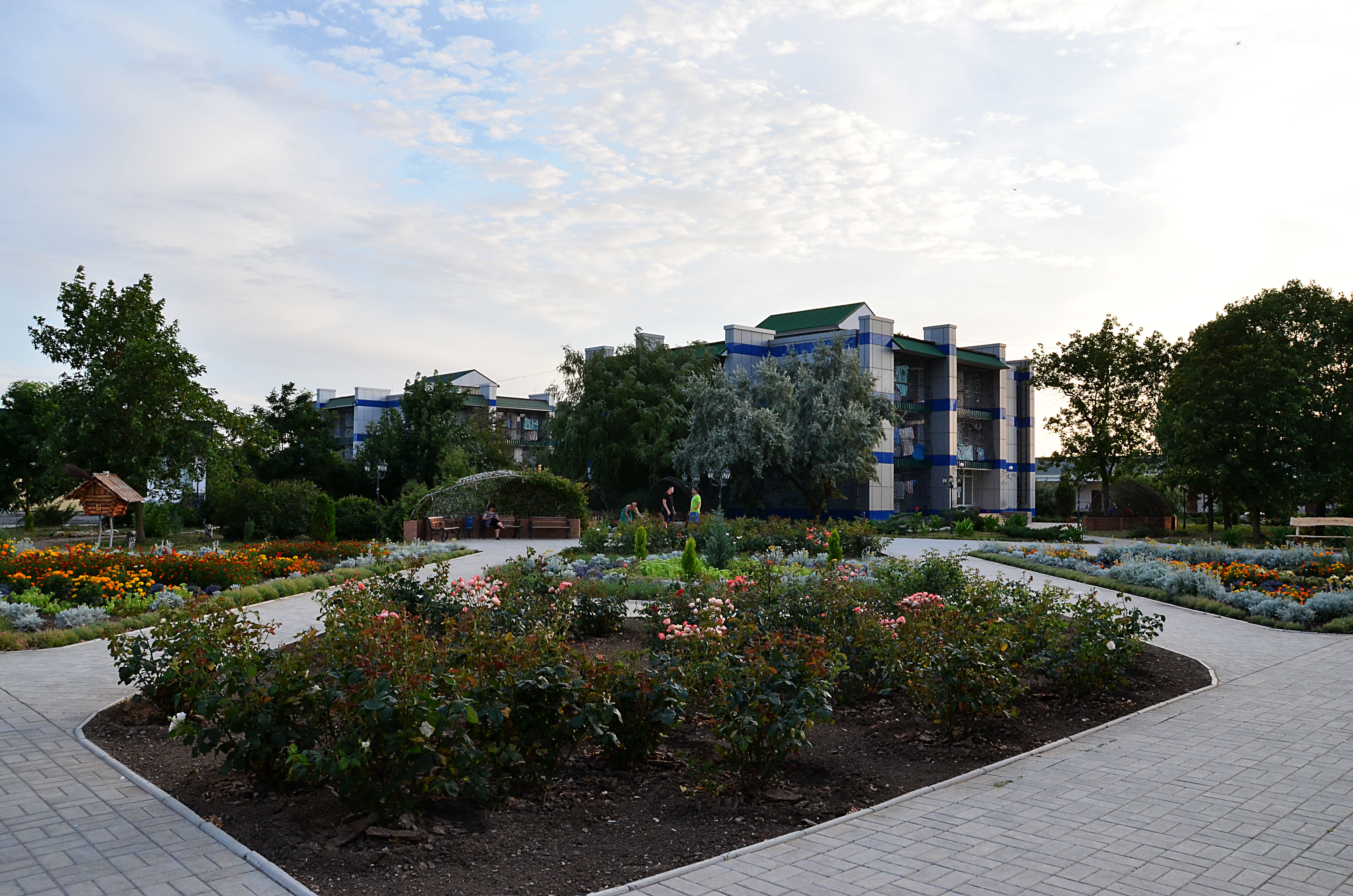
Centre de loisirs Gorniak.
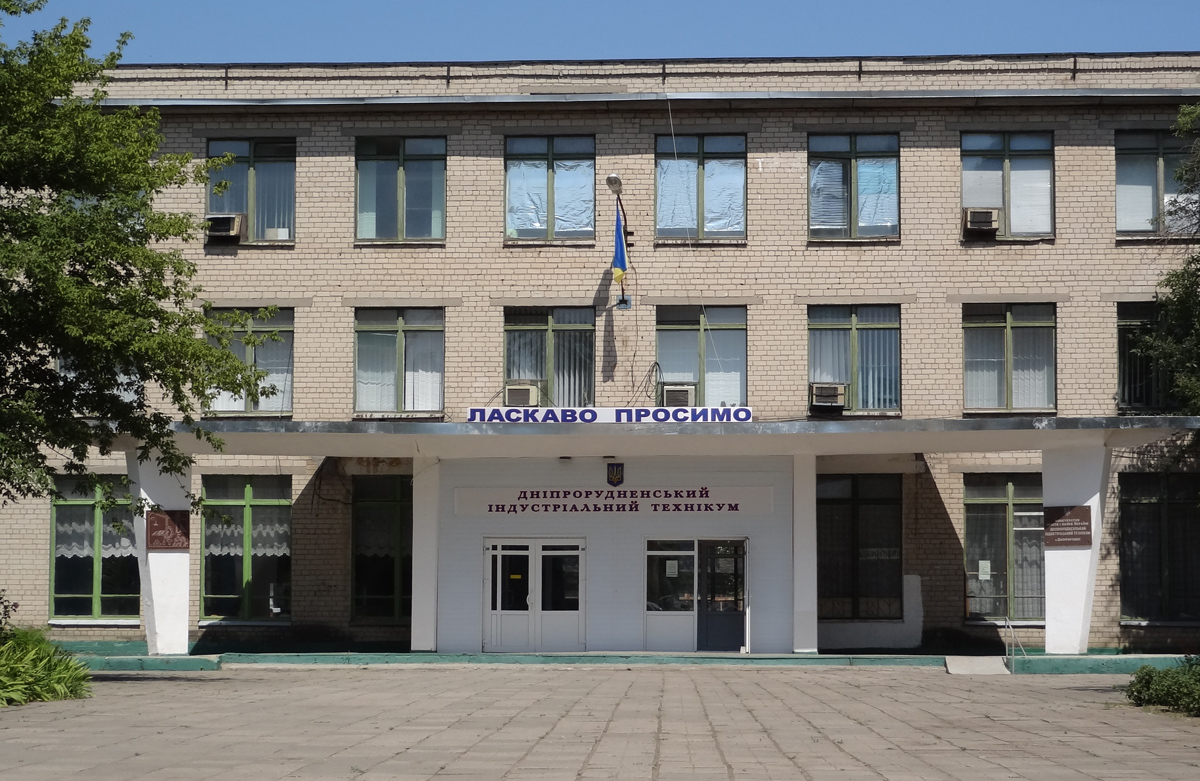
Lycée technique industriel.